# Abbronzatissimi
Abbronzatissimi è un film del 1991, diretto da Bruno Gaburro.
La pellicola ha avuto un sequel con il film Abbronzatissimi 2 - Un anno dopo del 1993.

## Trama
Tra Rimini e Riccione durante l'estate si intrecciano storie di vario tipo: dalla storia d'amore tra un pianista di piano bar, Billy Damasco, e la bella proprietaria di un complesso turistico, che vorrebbe farsi togliere di torno il marito geloso, a due operai in cerca di due ragazze ricche da sposare per non lavorare più.
Billy è un pianista di piano bar con la passione per il gioco d'azzardo, che un giorno si fa notare da Aurora, proprietaria di uno stabilimento balneare, dopo aver involontariamente sventato una rapina ad una farmacia. È perseguitato dalle maledizioni voodoo di una fattucchiera brasiliana, la quale lo ritiene erroneamente il padre del proprio bambino, avuto dopo un rapporto occasionale al buio in un albergo a Tripoli.
In cambio del proprio amore Aurora chiede a Billy di eliminare suo marito Osvaldo per poterne incassare il premio di assicurazione sulla vita, ma ogni tentativo di ucciderlo simulando un incidente fallisce, a discapito della salute del pianista. Ciò nonostante alcuni mesi dopo a Cortina Billy riesce comunque, approfittando della momentanea assenza di Osvaldo, ad avere dei rapporti con Aurora, mentendole sulla morte del marito. Questa però, una volta accortasi dell'inganno, allontana violentemente Billy dalla propria stanza.
Matteo (soprannominato "Teo") e Mauro sono una coppia di squattrinati operai, che partono insieme per una vacanza a bordo di una roulotte. Una volta giunti a Riccione si spacciano per dei ricchi imprenditori in soggiorno al Grand Hotel per attirare le attenzioni di qualche giovane ragazza. Rimasti vittime di un furto, vengono cacciati via da un locale per non aver pagato il conto, denudati dai buttafuori e fermati dalla polizia. Alla fine a Cortina fanno la conoscenza di due ricche signore e trascorrono il resto della vacanza da mantenuti.
Isabella è una ragazza che si innamora perdutamente di Mustafà, un medico africano, al punto che i due giungono alla decisione di sposarsi. Il problema è rappresentato dai genitori conservatori della ragazza, in particolare dal padre, un convinto razzista. Mustafà in seguito va a cena con la fidanzata e i genitori di lei, cena nella quale il padre trattiene a stento la sua vera opinione sui neri, mentre Mustafà si protrae in lunghi discorsi su come i neri siano superiori ai bianchi, atteggiandosi a sua volta in modo razzista e facendo arrabbiare i genitori di Isabella. A fine serata, dopo che Mustafà se ne va, a Isabella dice che ha rifiutato di sposarla perché la ritiene troppo inferiore, scatenando l'ira del padre che va nella sua clinica e lo ricopre di insulti razzisti per difendere Isabella. Mustafà, però, è molto contento e spiega di non aver affatto rifiutato di sposarsi con Isabella e di aver inscenato tutto, inclusi i discorsi razzisti sui bianchi a cena, solo perché non sopportava che fingesse davanti a lui, in quanto preferisce che sia onesto anziché ipocrita. Il padre, capendo come Mustafà sia una brava persona e sincero, supera i suoi pregiudizi e acconsente al matrimonio tra i due.
Elide è una prostituta che viene portata in vacanza a Riccione dal suo protettore Marcellino, che la persuade a concedersi a varie persone per ottenere favori da queste. All'hotel incontrano Willy, portiere dell'albergo che si finge cieco per attirare l'attenzione di Elide. Questa, rimasta sola dopo la fuga di Marcello con una ragazza brasiliana, accetta la corte di Willy e in seguito i due si sposano.

## Produzione
Il cast e la sceneggiatura del film furono quasi interamente organizzati da Jerry Calà, il quale rifiutò però di curarne la regia, ruolo che venne affidato quindi a Bruno Gaburro.

## Distribuzione
Del film esiste una versione televisiva più lunga, della durata di 158 minuti.

## Accoglienza
Il film fu un grande successo commerciale con un introito di 4.144.000.000 di lire, che lo resero il quarantesimo film più visto nella stagione cinematografica 1991-1992 in Italia.

## Colonna sonora

### Tracce
1. Gloria Gaynor – Can't Take My Eyes Off You
2. Roy Orbison – Oh, Pretty Woman
3. Edoardo Vianello – Abbronzatissima
4. Pino Daniele – 'O scarrafone
5. Ivano Fossati – La mia banda suona il rock
6. Zucchero – Diavolo in me
7. Jovanotti – Ciao mamma
8. Joy Salinas – Rockin' Romance
9. Modern Talking – You're My Heart, You're My Soul
10. Stefano Secchi – Keep on jammin'

## Sequel
Nel 1993 è stato distribuito il sequel del film, Abbronzatissimi 2 - Un anno dopo, il quale si rivelò però un flop commerciale.